# Gymnura micrura
La raya mariposa o raya cola de rata (Gymnura micrura) es una especie de pez cartilaginoso de la familia Gymnuridae. Pertenece al orden de los Myliobatiformes. Habita aguas someras (es decir, poco profundas), lechos marinos submareales, estuarios y lagunas salinas costeras. Su nombre común se deriva de su cuerpo comprimido, sus aletas pectorales que son más anchas que su longitud y su forma de diamante.

## Taxonomía
La palabra Gymnura se deriva de raíces griegas y se traduce como «cola desnuda».  Este género pertenece a un grupo monofilético de peces batoideos que contiene más de 500 especies de elasmobranquios, entre los que se incluyen rayas eléctricas, peces sierra, peces guitarra, rayas y mantarrayas. Son parte del orden Myliobatiformes y se caracterizan por tener sus aletas pectorales ampliamente expandidas y fusionadas con sus cabezas. La familia Gymnuridae contiene dos géneros que engloban a 12 especies diferentes.

## Descripción
El disco de estas rayas son anchos, con forma de diamante y una cola corta que tiene pliegues bajos de las aletas dorsal y ventral. La cola tiene de 3 a 4 líneas oscuras que se denominan barras transversales. Los bordes del disco son cóncavos. La aleta caudal nunca está presente y se puede encontrar un número variable de tubérculos en ejemplares más grandes. Su disco es casi el doble de ancho que largo y tienen un cuerpo muy plano (comprimido). Al nacer, su ancho de disco se encuentra entre los 16 y 22 centímetros; las hembras alcanzan la madurez sexual a los 50 cm de ancho de disco, mientras que los machos lo hacen a los 42 cm.  Esta diferencia de tamaño entre hembras y machos, les permite a las primeras portar una mayor cantidad y tamaño de embriones. Tienen un tamaño máximo de 120 cm.

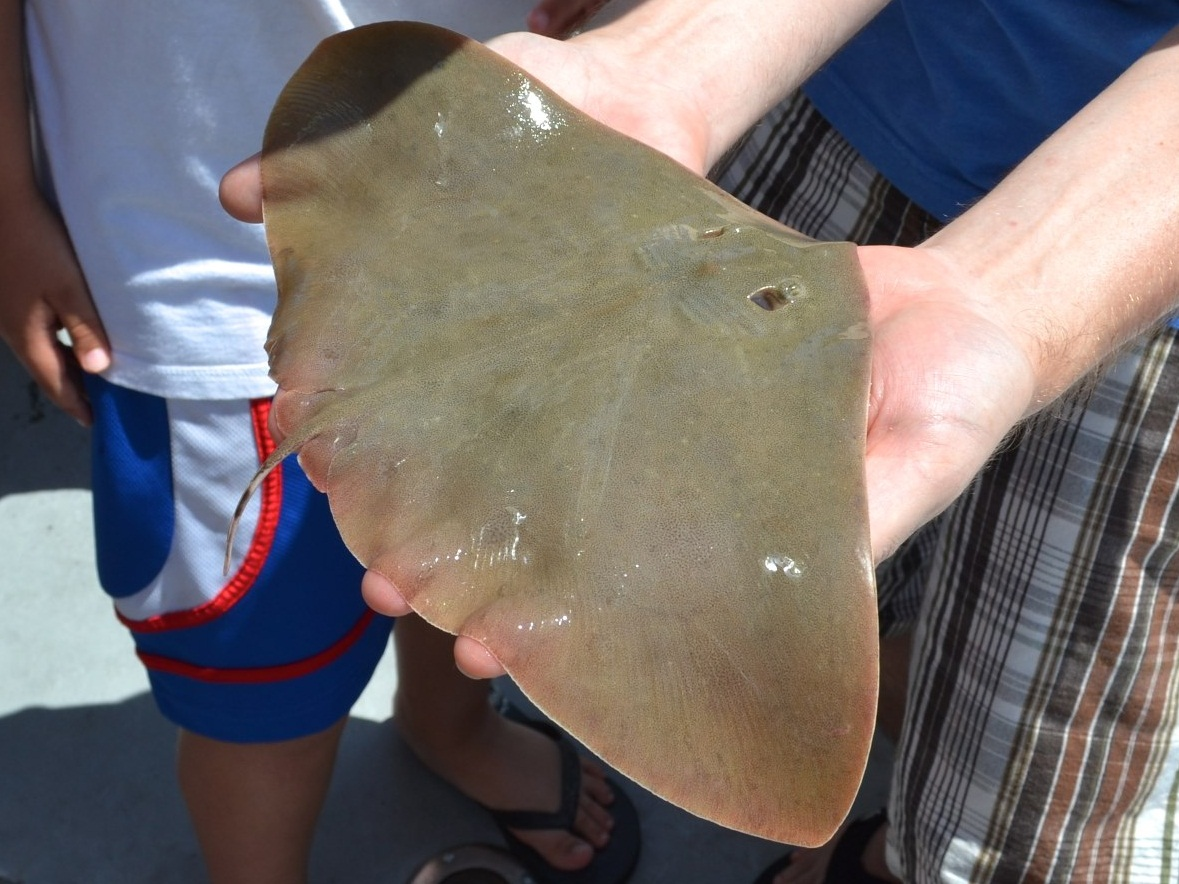
Vista dorsal de una raya mariposa

El lado ventral es de color claro, en ocasiones blanco, pero puede presentar coloraciones oxidadas o bronceadas. El lado dorsal puede ser gris, verde claro, marrón y presentar patrones desiguales de coloración. Suelen utilizar estas tonalidades para mezclarse con el fondo de su entorno, esconderse de los depredadores y atrapar presas.
La espina dorsal de la cola está ausente; por lo tanto, no puede producirse ninguna picadura.

## Distribución y hábitat
Las rayas mariposa se encuentran en las partes occidental y oriental del océano Atlántico (de Maryland a Brasil) y en el Golfo de México. Se encuentran más comúnmente en aguas neríticas, pero también se sabe que ingresan a estuarios salobres y lagunas hipersalinas. Tienen un rango que se extiende desde la plataforma continental hasta los 40 metros de profundidad en aguas tropicales y cálidas. Prefieren hábitats que tengan fondos arenosos o fangosos.

## Comportamiento y ecología

### Ciclo vital
Estas rayas invierten una gran cantidad de energía en la reproducción y sólo dan a luz a unas pocas crías al año. Se reproducen por fertilización interna, que es el proceso en el que el macho inserta sus claspers o pterigopodio en la cloaca de la hembra para fertilizar los huevos. La descendencia tarda entre dos y cuatro meses en desarrollarse dentro de la madre. Son  vivíparos uterinos aplacentarios  y las crías son histótrofas.
La estrategia de alimentación que utilizan estas rayas depende de la abundancia de presas en su entorno. Pueden utilizar una alimentación oportunista en la que comen lo que está disponible o una alimentación especializada en la que comen un organismo específico. Suelen alimentarse de presas más grandes y tragarlas enteras; luego entran en un largo período de digestión en el que se alimentan muy poco o nada. Se alimentan principalmente de teleósteos y crustáceos, pero también se ha observado que consumen mejillones bivalvos y poliquetos. Poseen una estructura llamada línea lateral; ésta se encuentra en el lado dorsal desde la cabeza hasta las aletas pectorales, y están dispuestas en un patrón ramificado.  La línea lateral contiene neuromastos que ayudan a las rayas a detectar cambios en el movimiento del agua y así encontrar a sus presas. La mandíbula superior consta de 6 a 120 dientes y la mandíbula inferior tiene de 52 a 106 dientes; cada mandíbula contiene de 6 a 8 filas que funcionan simultáneamente.
Son cazados por depredadores más grandes, como los tiburones. El gran tiburón martillo se especializa en alimentarse de rayas mariposa y es su principal depredador en algunas zonas.

### Locomoción
Gymnura micrura cambia su forma de natación dependiendo de dónde nadan en la columna de agua. Suelen cambiar entre un patrón de ondulación y un patrón de oscilación. Utilizan ondulaciones de pequeña amplitud de sus aletas cuando nadan a lo largo del fondo; sin embargo, cuando nadan libremente en la columna de agua, utilizan un movimiento descendente rápido y potente para aumentar su velocidad; esto significa que mueven sus aletas hacia abajo y luego rápidamente hacia arriba. Hacen una pausa después de cada golpe y luego repiten.

## Conservación
La especie está actualmente clasificada como casi amenazada por la UICN. Con frecuencia se captura incidentalmente. Esta especie se captura con fines comerciales y recreativos en partes de Australia, Europa y Asia.